# HeeJin (single)
Singles de Loona
HyunJin
(2016)
HeeJin est le premier single du girl group sud-coréen Loona. Il introduit la première membre du groupe, HeeJin. Il est sorti le 5 octobre 2016 sous le label Blockberry Creative et est distribué par CJ E&M. L'album contient deux pistes, le single « ViViD » et sa version acoustique. Les clips des deux chansons sont sortis en même temps, le 5 octobre.

## Promotion et sortie
Le 2 octobre, l'agence sud-coréenne Blockberry Creative annonce via Naver qu'ils feraient débuter leur premier girl group à la suite d'un projet de pré-débuts qui dura dix-huit mois.
À sa sortie, HeeJin est l'album d'une chanteuse solo sud-coréenne le moins vendu de l'année de 2016 avec 657 ventes.

## Liste des pistes
| 1.   | ViViD                      | GDLO, Park Ji-yoon | G-High, Choi Young-kyung (MonoTree) | G-High | 3:22 |
| 2.   | ViViD (version acoustique) | GDLO, Park Ji-yoon | G-High, Choi Young-kyung (MonoTree) | G-High | 3:36 |
| 6:58 |                            |                    |                                     |        |      |

## Classements

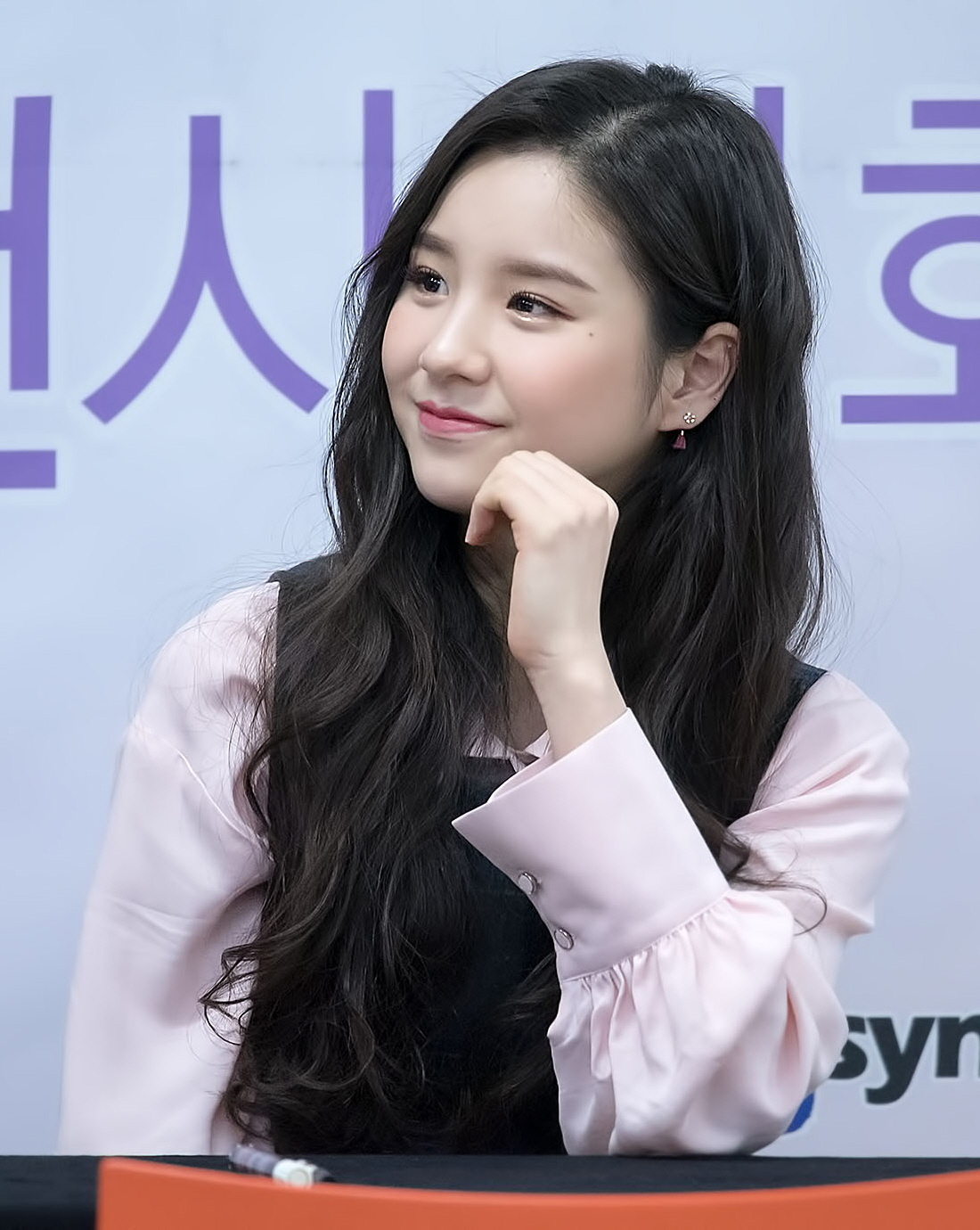
HeeJin en 2017

| Classement                            | Meilleures positions | Ventes        |
| ------------------------------------- | -------------------- | ------------- |
| Corée du Sud Gaon Weekly Album Chart  | 31                   | - COR: 1 711+ |
| Corée du Sud Gaon Monthly Album Chart | 80                   | - COR: 1 711+ |